# Bertrand Dupuy
Bertrand Dupuy ou du Puy  (mort en octobre 1317), est un ecclésiastique qui fut le  premier évêque de Montauban en 1317.

## Biographie
Bertrand Dupuy du Puy appartient à une famille lié aux Duèze dont est issu le pape Jean XXII. Il est abbé de Saint-Théodard lorsque le pape décide d'ériger cette abbaye en évêché. Le nouveau diocèse s'étend en Quercy en Languedoc et dans le pays de Lomagne sur la rive gauche de la Garonne. Bertrand Dupuy est nommé évêque en juin 1317 consacré en août de la même année et il meurt en octobre suivant.